# Vogelrichtlijngebied (Nederland)
De Vogelrichtlijn, 2 april 1979, bevat een lijst van 187 zeldzame of bedreigde vogelsoorten. Voor deze vogelsoorten en voor belangrijke overwinteringsgebieden van trekvogels moeten Speciale Beschermingszones worden aangewezen.

## Lijst van vogelrichtlijngebieden
- Abtskolk en de Putten
- Arkemheen

- Bargerveen
- Boezems Kinderdijk
- Brabantse Wal
- Broekvelden, Vettenbroek & Polder Stein

- De Biesbosch
- De Oude Venen
- De Wilck
- Deelen
- Deurnsche Peel & Mariapeel
- Donkse Laagten
- Drents-Friese Wold & Leggelderveld
- Duinen Ameland
- Duinen en Lage Land Texel
- Duinen Goeree & Kwade Hoek
- Duinen Schiermonnikoog
- Duinen Terschelling
- Duinen Vlieland
- Dwingelderveld

- Eemmeer & Gooimeer Zuidoever
- Eilandspolder
- Engbertsdijksvenen

- Fochteloerveen

- Gelderse Poort
- Grevelingen
- Groote Peel
- Groote Wielen

- Haringvliet
- Hollands Diep

- IJsselmeer
- Ilperveld, Varkensland, Oostzanerveld & Twiske

- Kampina en Oisterwijkse Vennen
- Ketelmeer & Vossemeer
- Krammer-Volkerak

- Lauwersmeer
- Leekstermeergebied
- Leenderbos, Groote Heide en De Plateaux
- Lepelaarplassen

- Maasduinen
- Markermeer & IJmeer
- Markiezaat
- Meinweg

- Naardermeer
- Nieuwkoopse Plassen & De Haeck
- Noordzeekustzone

- Oostelijke Vechtplassen
- Oosterschelde
- Oostvaardersplassen
- Oudegaasterbrekken, Fluessen en omgeving
- Oudeland van Strijen

- Polder Zeevang

- Sallandse Heuvelrug
- Sneekermeer gebied

- Uiterwaarden IJssel
- Uiterwaarden Neder-Rijn
- Uiterwaarden Waal
- Uiterwaarden Zwarte Water en Vecht

- Van Oordt's Mersken
- Veerse Meer
- Veluwe
- Veluwerandmeren
- Voordelta
- Voornes Duin

- Waddenzee
- Weerribben
- Weerter- en Budelerbergen en Ringselven
- Westerschelde & Saeftinghe
- Wieden
- Witte en Zwarte Brekken
- Wormer- en Jisperveld & Kalverpolder

- Yerseke en Kapelse Moer

- Zoommeer
- Zouweboezem
- Zuidlaardermeergebied
- Zwanenwater & Pettemerduinen
- Zwarte Meer
- Het Zwin en Kievittepolder